# Камподольчино
Камподольчино (італ. Campodolcino) — муніципалітет в Італії, у регіоні Ломбардія,  провінція Сондріо.
Камподольчино розташоване на відстані близько 560 км на північний захід від Рима, 105 км на північ від Мілана, 50 км на північний захід від Сондріо.
Населення — 989 осіб (2014).
Покровитель — святий Іван Хреститель.

## Демографія
Населення за роками:

Станом на 1 січня 2023 року в муніципалітеті офіційно проживало 18 іноземців з 11 країн, серед них 8 громадян країн Євросоюзу та 3 громадяни України.

## Сусідні муніципалітети
- Мадезімо
- Мезокко
- Пьюро
- Сан-Джакомо-Філіппо